# Gettin' That Guac
Gettin' That Guac — одинадцятий студійний альбом американського репера Мессі Марва, третій під псевдонімом MessCalen, виданий 1 серпня 2006 р. лейблами Sumo Records, City Hall Records та Frisco Street Show. Виконавчий продюсер: Showtime. Мастеринг: Джастін Вайс.

## Список пісень
1. «Intro»
2. «I'm Wet»
3. «I'm a Hustla» (з участю Redman)
4. «Here I» (з участю Selau)
5. «Say That Again»
6. «M.O.B.» (з участю Killa Tay та 151)
7. «In a Scaper Makin' Paper» (з участю Keak da Sneak)
8. «Click Clackin'» (з участю Click Clack Gang)
9. «Military Thuggin'» (з участю Eddieboy та Slo-O)
10. «On Da' Corner» (з участю Ice-T)
11. «I'm a Pimp»
12. «I Drank, I Smoke»
13. «The Message»

## Продюсери
- Sean-T — № 2, 3, 7, 8, 10-12
- CMT та EA-Ski — № 4
- Трон Тріз — № 5
- 151 — № 6
- Cozmo — № 9
- Біззі Бен — № 13